# Шифониера
Шифониера (още: шифониер или шифонер; от френски: chiffonier; на английски: chiffonier или chiffonnier) е вид мебел, подобна на шкаф или скрин. Името произлиза от френската дума chiffonier, което означава сметосъберач. Това предполага, че първоначално тази мебел е служила за прибиране на вещи, които никъде друга не им е мястото.
Често се използва за съхраняване на бельо.

## Британска шифониера
В британската употреба шифониерата наподобява бюфет, но се отличава с по-малкия си размер и със затварянето на цялата предна част с врати.
Те се появяват в периода на ампировия стил в Англия. Най-ранните шифониери датират от това време; обикновено са от палисандрово дърво (розово дърво) – предпочитания дървесинен материал по него време; а техните елементи (копчета, дръжки и ключалки) са най-често изготвяни от месинг. Вратите са добре облицовани и често обковани с месингови кантове, докато краката са във вид на животински лапи или нокти, или в по-изисканите примери, във вид на сфинксове от позлатен бронз.

## Американска шифониера
В Северна Америка шифониерата е съвсем различена. Там тя се отнася до висок, тесен и елегантен скрин, често с огледало, прикрепено отгоре. Също така тя е съставна част на американската мебел шифороб (вид портманто).